# Плессен, Кристиан Зигфрид фон

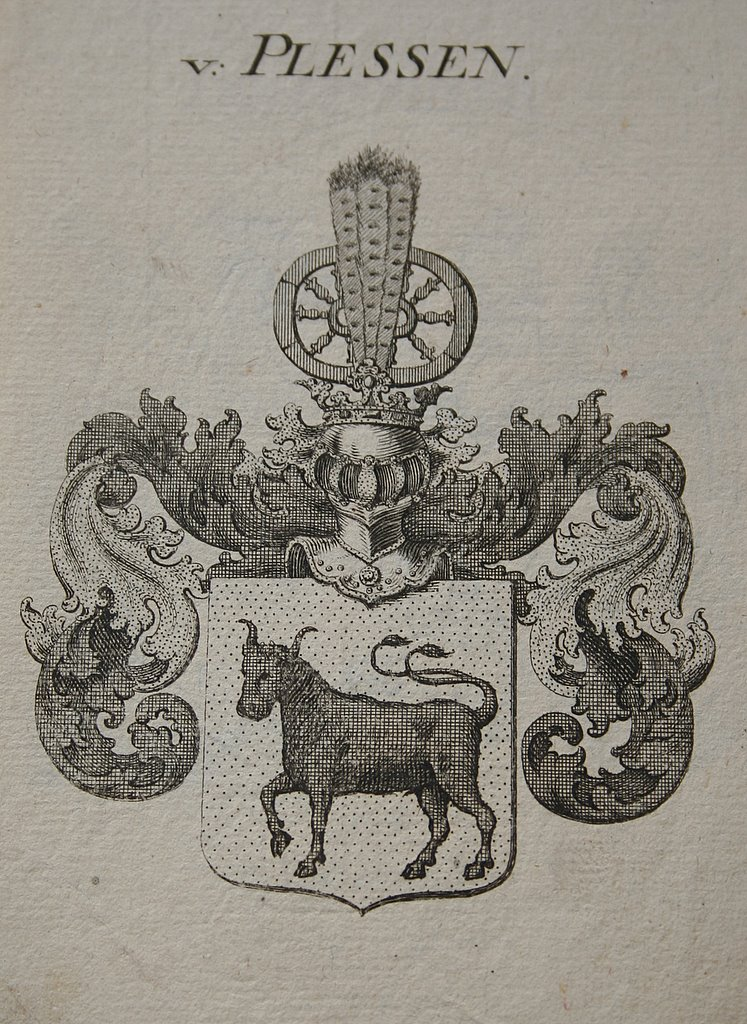
Герб рода Плессенов

Кристиан Зигфрид фон Плессен (дат. Christian Siegfried von Plessen; 1646 — 22 января 1723, Гамбург) — датский государственный, политический и дипломатический деятель.

## Биография
Представитель старинного дворянского рода фон Плессен из Мекленбурга, известного с 1097 года. Сын гофмейстера герцога Кристиана Людвига II Мекленбургского. Отец политиков Кристиана и Карла фон Плессенов.
Образование получил в Рыцарской академии в Люнебурге (1663—1666). С 1670 года служил в органах управления Шверина.
В 1678 году поступил на службу к королю Дании. С февраля 1680 года фон Плессен был губернатором округа Вордингборг.
До 1700 года занимал важные государственный должности. Служил камергером, был тайным советником и гофмейстером принца Георга Датского, которого в 1683 году сопровождал в Лондон для бракосочетания с Анной Стюарт, позже королевой Великобритании. Был воспитателей принца Карла Датского (1680—1729).
Прекрасный экономист, в 1692 г. был назначен Фредериком IV министром финансов и президентом Торговой палаты Датского королевства, сумел навести порядок в крайне стеснённых финансах государства.
Дипломат. С 1696 по 1698 год находился в Лондоне, участвовал в заключении Рейсвейкского мирного договора (1697).
В 1700 году из-за действий конкурентов он был уволен со своих постов. В 1702—1703 годах — датский посланник в Лондоне. Пользовался доверием английской королевы Анны.
До 1714 года состоял на службе у принца Георга Датского.

## Награды
- Орден Данеброг (1684)
- Орден Слона (1695)